# 夏木唯子
夏木 唯子（なつき ゆいこ、1979年1月2日 - ）は日本のタレント。オフィスキイワード所属。主にラジオパーソナリティ、アナウンサーとして活動している。東京都出身。甲南大学経営学部経営学科卒業。

## 人物・略歴
- 第1回FM AICHI パーソナリティーコンテスト準グランプリ[1]獲得。

## 担当番組

### 過去
テレビ
- DAILY アドバンスコープ（アドバンスコープ、木 19:00）
- 全国聞き上手選手権（サンテレビ、2017年3月頃）

ラジオ
- サタデー・エクスプレス（FM AICHI 807）
- BRAND NEW HITS（FM AICHI 807）
- HIT RADIO 825（FM鳥取、月 - 金 16:30 - 19:00）
- 名張 Flower Friday（FMなばり、金 12:00 - 17:00、2010年4月2日 - 12月24日）
- なばステ バレンタイン大作戦（FMなばり、11:00 - 16:00、2011年2月11日）
- Golden Week Children's Day Special（FMなばり、13:00 - 17:00、2011年5月5日）
- You Gotta Music Thursday Adult Edition（FMなばり、木 15:00 - 19:00、2011年1月13日 - 2012年3月29日）
- なばり Flower Friday（FMなばり、金 16:00 - 18:50、2012年4月6日 - 2013年7月12日）
- Evening Station 83.5（FMなばり、金 16:00 - 18:50、2013年7月19日 - 2015年9月25日）
- 的場流　伝説のロック！魂のジャズ！[注 1]（FMなばり・FMわっち、2011年1月14日 - 2015年10月中旬頃）
- Itami Weekend Trip（ハッピーエフエムいたみ、土 15:00 - 18:00、- 2017年9月）
- Happy Sunday!（ハッピーエフエムいたみ、日 15:00 - 18:00、- 2017年9月）[注 2]